# تومي إروين
تومي إروين (بالإنجليزية: Tommy Irwin)‏ هو لاعب كرة قاعدة أمريكي، ولد في 20 ديسمبر 1912 في ألتونا في الولايات المتحدة، وتوفي بنفس المكان في 25 أبريل 1996.

## وصلات خارجية
- تومي إروين على موقعبيزبول رفرنس.كوم (الدوري الرئيسي) (الإنجليزية)